# Fuenterrabía nublado
Fuenterrabía nublado (en francés Fontarrabie par temps gris) es una acuarela realizada sobre papel hacia 1926 por el pintor francés de estilo fauvista Albert Marquet.
El cuadro ilustra una vista panorámica del municipio español de Fuenterrabía, visto desde la comuna francesa de Hendaya.